# Grégoire III
 (août 2017).
Si vous disposez d'ouvrages ou d'articles de référence ou si vous connaissez des sites web de qualité traitant du thème abordé ici, merci de compléter l'article en donnant les références utiles à sa vérifiabilité et en les liant à la section « Notes et références ».
Grégoire III, né en Syrie, est le 90e pape de l'Église catholique de 731 à 741. Son pontificat est marqué par la querelle iconoclaste et la pression des Lombards sur les possessions romaines.
Il demeure pendant plus de douze siècles le dernier pape non européen, jusqu'à l'élection au XXIe siècle du pape François en 2013.

## Biographie
On sait très peu de choses des années qui précèdent son pontificat. Il était le fils d'un syrien nommé Jean ; peut-être sa famille avait-elle fui à Rome à la suite de la conquête arabe. Il connaissait le latin et le grec. Deux sources affirment qu'il était moine bénédictin. Il avait une dévotion particulière à saint Chrysogone d'Aquilée, et c'est de l'église San Crisogono qu'il était cardinal-prêtre,.
Après la mort de Grégoire II, il fut élu par le peuple — c'était alors la coutume — évêque de Rome le 11 février 731. Dernier pape à le faire, il sollicita l'approbation de l'exarque de Ravenne et ne fut donc consacré que le 18 mars suivant. Il régna sous le nom de Grégoire III. Il était le cinquième pape syrien.
Ses hagiographes indiquent que c'était un « homme très doux et fort sage, suffisamment instruit dans les saintes Écritures, érudit dans les langues grecque et latine, sachant de mémoire les psaumes et cultivé dans l'art subtil de leur interprétation ». Il envoie le pallium à l'évêque Boniface de Mayence et lui confie le soin de fonder de nouveaux diocèses en Allemagne. Mais ces diocèses ne sont rattachés au Saint-Siège qu'au début de l'an 1000.
Grégoire III est également connu pour son souci des pauvres : il rachetait les prisonniers, procurait le nécessaire aux veuves et aux orphelins. Au début des années 730, Grégoire fait restaurer les murs de Rome.
À la suite de l'édit iconoclaste promulgué en 731 par l'empereur byzantin Léon III l'Isaurien, Grégoire III préside un synode au Vatican ; 193 évêques y participent. Ils condamnent l'iconoclasme. L'une des plus importantes résolutions du synode consiste à excommunier ceux qui défigurent l'icône du Christ, de la Vierge Marie, des apôtres et des saints.
Tandis que le délégué du pape se dirige vers Constantinople en vue de confier à l'empereur byzantin le décret pontifical, il est arrêté par l'armée byzantine et mis en prison. D'autres délégués subissent le même sort.
L'attitude négative de l'empereur à l'égard des icônes entraîne l'immigration à Rome des artistes. C'est ainsi que l'art byzantin s'est répandu en Occident, notamment à Rome, où il fut encouragé par le Souverain pontife et par les autorités ecclésiales en général.
C'est alors que l'empereur Léon III l'Isaurien tente de réduire l'autorité du Saint-Siège et la mainmise sur les propriétés de l'Église dans les villes de Sicile et d'ailleurs. Dans ce but, il envoie une flotte en Italie pour combattre les villes non soumises à ses ordres. Il étend les droits du patriarche de Constantinople sur toutes les régions de l'Italie du Sud et ne laisse au pape que la région du Nord, que les Lombards ne cessent d'assaillir.
En 739, le pape invoque alors le secours de Charles Martel, duc et prince des Francs, pour repousser les Lombards, il met sous la protection des Francs toutes ses propriétés et leur demande de reconquérir l'Italie. C'est de là que vient le titre de « très chrétien », accordé par le pape à Charles Martel et porté par ses successeurs. C'est son fils Pépin le Bref qui se chargera de cette mission, en 756, garantissant à l'Église la possession d'États temporels.
Au cours de son pontificat, le roi des Saxons se rend en pèlerinage à Rome. À son retour dans son pays, il ordonne une contribution annuelle, offrande charitable, appelée « obole de Saint-Pierre ». Elle subsiste jusqu'à nos jours et est offerte au Saint-Siège pour ses bonnes œuvres.
Grégoire III est le premier pape qui ait interdit formellement l'hippophagie ; il la dénonce en 732 comme une « pratique abominable,, ». Il semble que la consommation de viande de cheval, étrangère à la tradition romaine, était liée dans les régions évangélisées par Boniface à des rituels païens. Cette interdiction est renouvelée par son successeur Zacharie.
Grégoire III meurt le 28 novembre 741. Il est fêté comme saint le 10 décembre.